# Salsipuedes, Guerrero
Salsipuedes är en ort i Mexiko.   Den ligger i kommunen Acapulco de Juárez och delstaten Guerrero, i den södra delen av landet, 290 km söder om huvudstaden Mexico City. Salsipuedes ligger 33 meter över havet och antalet invånare är 387.
Terrängen runt Salsipuedes är platt åt sydost, men åt nordväst är den kuperad. Runt Salsipuedes är det tätbefolkat, med 397 invånare per kvadratkilometer. Närmaste större samhälle är Aguas Calientes, 1,2 km nordväst om Salsipuedes. I omgivningarna runt Salsipuedes växer i huvudsak lövfällande lövskog.